# José Antonio Elola-Olaso
José Antonio Elola-Olaso e Idiacaiz (Tandil, 28 de junio de 1909 - Madrid, 23 de abril de 1976) fue un político español que ocupó diversos cargos en la Dictadura franquista. Llegó a ser gobernador civil de varias provincias, delegado nacional del Frente de Juventudes, delegado Nacional de Educación Física y Deportes, procurador en las Cortes franquistas y miembro del Consejo Nacional de FET y de las JONS. Desde su puesto como delegado Nacional de Educación Física y Deportes dio un importante apoyo al deporte y a la Educación física, especialmente con la promulgación de la ley Elola-Olaso de 1961.

## Biografía

### Primeros años
Nació en la localidad argentina de Tandil el 28 de junio de 1909, en el seno de una familia de origen vasco-navarro. 
Posteriormente se trasladó a España, donde realizó estudios de derecho en la Universidad de Valladolid; ejerció la abogacía en Madrid. Participó en la Guerra civil luchando junto al Bando sublevado; durante la contienda fue jefe de centuria de Falange y logró alcanzar el grado de alférez. Fue gestor de la Diputación de Guipúzcoa, de cuya provincia era oriundo. También ejerció como gobernador civil de las provincias de Ciudad Real y de Sevilla.

### Dictadura franquista
En junio de 1941 fue nombrado delegado nacional del Frente de Juventudes, en sustitución de Sancho Dávila. Establecida en diciembre de 1940, la organización juvenil consolidó su institucionalización durante el mandato de Elola-Olaso. En abril de 1944 un decreto estableció que el Sindicato Español Universitario (SEU) quedase adscrito a la estructura del Frente de Juventudes. Destacado representante del sector falangista dentro del régimen franquista, Elola-Olaso asistió al Congreso de las Juventudes Europeas que se celebró en Viena en septiembre de 1942 y se mostró entusiasta del «Nuevo Orden juvenil».
Puso bajo su protección al militante nazi alemán Walter Mattheai, refugiado en España desde 1953.
Durante la dictadura ocupó otros cargos, como procurador en las Cortes franquistas, miembro de la Junta Política de FET y de las JONS y del Consejo Nacional de FET y de las JONS. En 1955, a consecuencia de unos incidentes ocurridos durante una concentración en El Escorial, fue cesado de su puesto, siendo sustituido por Jesús López Cancio. No obstante, en 1956 fue nombrado Delegado Nacional de Educación Física y Deportes, puesto desde el cual desarrolló una importante labor. Dio un fuerte impulso a la Educación física en España con la promulgación de la llamada «Ley Elola-Olaso» de 1961, la cual consideraba «la Educación Física y Deportiva como necesidad pública que el Estado reconoce y garantiza como derecho de todos los españoles». Junto a este cargo compaginó también la presidencia del Comité Olímpico Español. Durante esta etapa puso en marcha la Mutualidad General Deportiva, las Residencias Blume, las Juntas Provinciales de Educación Física y el Instituto Nacional de Educación Física.
En junio de 1975 se integró en el Frente Nacional Español, junto a otros falangistas «históricos» como Manuel Valdés Larrañaga, Jesús Suevos, Agustín Aznar o Raimundo Fernández-Cuesta. Falleció en Madrid en 1976.

## Reconocimientos
En Fuengirola hay un complejo deportivo con su nombre
Tiene dedicada una calle en Oviedo, en las cercanías del Palacio de Deportes, y dio nombre al refugio de montaña en el Circo de Gredos hasta diciembre de 2016 (cuando se cambió por «refugio Laguna Grande de Gredos», debido a la aplicación de la ley de memoria histórica). y un centro de deportivo en fuengirola que se llama Elola